# Hashem al-Oqaibi
Hashem Issa al-Oqaibi (arabisch هاشم عيسى العقيبي; * 31. Januar 1987) ist ein ehemaliger saudi-arabischer Leichtathlet, der sich auf den Hochsprung spezialisiert hat.

## Sportliche Laufbahn
Erste internationale Erfahrungen sammelte Hashem al-Oqaibi im Jahr 2005, als er bei den Westasienspielen in Doha mit übersprungenen 2,13 m die Bronzemedaille hinter Mohamed Abbas Darwish aus den Vereinigten Arabischen Emiraten und seinem Landsmann Jamel Fakhari al-Qasem gewann. Im Jahr darauf belegte er bei den Juniorenasienmeisterschaften in Macau mit 2,14 m den vierten Platz und anschließend schied er bei den Juniorenweltmeisterschaften in Peking mit 2,10 m in der Qualifikationsrunde aus. Im Dezember nahm er erstmals an den Asienspielen in Doha teil und erreichte dort mit einer Höhe von 2,10 m Rang zehn. 2007 wurde er bei den Arabischen Meisterschaften in Amman mit 2,11 m Siebter und anschließend klassierte er sich bei den Asienmeisterschaften ebendort mit 2,21 m auf Rang vier und stellte damit den Landesrekord von Jamel Fakhari al-Qasem aus dem Vorjahr ein. Anfang November erreichte er bei den Hallenasienspielen in Macau mit 2,15 m Rang fünf uns egalisierte auch dort den bisher bestehenden Landesrekord und anschließend belegte er bei den Panarabischen Spielen in Kairo mit 2,08 m Platz sieben. 2008 wurde er bei den Hallenasienmeisterschaften in Doha mit 2,05 m Zehnter und im Jahr darauf gelangte er bei den Hallenasienspielen in Hanoi mit übersprungenen 2,11 m auf Rang vier. 2010 nahm er erneut an den Asienspielen in Guangzhou teil und belegte dort mit 2,19 m den siebten Platz. Nach einer zweijährigen Wettkampfpause wurde er 2013 bei den Arabischen Meisterschaften in Doha mit 2,10 m Sechster und klassierte sich anschließend bei den Islamic Solidarity Games in Palembang mit einem Sprung über 2,16 m auf dem fünften Platz. Im Jahr darauf erreichte er bei den Asienspielen in Incheon mit 2,10 m Rang 17 und 2017 bestritt er in Ta'if seinen letzten offiziellen Wettkampf und beendete daraufhin seine aktive sportliche Karriere im Alter von 30 Jahren.

## Persönliche Bestleistungen
- Hochsprung: 2,21 m, 25. Juli 2007 in Amman (saudi-arabischer Rekord)
  - Hochsprung (Halle): 2,15 m, 1. November 2007 in Macau (saudi-arabischer Rekord)